# Матчі збірної України з регбі-15
Міжнародні матчі чоловічої збірної України з регбі-15.
Найбільша перемога: Україна — Словаччина 135:13 (2024).
Найбільша поразка: Румунія — Україна 97:0 (2005).

## Суперники
| Суперник            | Ігри | Перемоги | Поразки | Нічиї | Різниця очок |
| ------------------- | ---- | -------- | ------- | ----- | ------------ |
| Австрія             | 2    | 2        | 0       | 0     | 114:3        |
| Бельгія             | 8    | 4        | 4       | 0     | 143:118      |
| Хорватія            | 5    | 3        | 2       | 0     | 96:91        |
| Чехія               | 10   | 4        | 6       | 0     | 164:281      |
| Данія               | 3    | 2        | 1       | 0     | 45:37        |
| Грузія              | 9    | 0        | 9       | 0     | 53:281       |
| Німеччина           | 8    | 2        | 5       | 1     | 131:170      |
| Угорщина            | 4    | 3        | 0       | 1     | 194:56       |
| Ізраїль             | 1    | 1        | 0       | 0     | 51:15        |
| Латвія              | 3    | 2        | 1       | 0     | 67:37        |
| Литва               | 7    | 4        | 3       | 0     | 166:164      |
| Люксембург          | 1    | 1        | 0       | 0     | 24:13        |
| Молдова             | 11   | 4        | 7       | 0     | 224:237      |
| Нідерланди          | 9    | 6        | 3       | 0     | 169:223      |
| Польща              | 14   | 11       | 3       | 0     | 292:126      |
| Португалія          | 5    | 1        | 4       | 0     | 86:198       |
| Румунія             | 7    | 0        | 7       | 0     | 43:400       |
| Росія               | 9    | 0        | 9       | 0     | 115:439      |
| Сербія і Чорногорія | 1    | 1        | 0       | 0     | 60:0         |
| Словаччина          | 1    | 1        | 0       | 0     | 135:13       |
| Словенія            | 1    | 1        | 0       | 0     | 41:26        |
| Іспанія             | 2    | 0        | 2       | 0     | 19:76        |
| Хорватія            | 1    | 1        | 0       | 0     | 27:22        |
| Швеція              | 10   | 9        | 1       | 0     | 306:107      |
| Швейцарія           | 5    | 2        | 3       | 0     | 110:192      |
| Разом               | 138  | 65       | 70      | 2     | 2.875:3.325  |

Таблиця станом на 13 квітня 2025 року.

## 1991 рік

### Матчі
| Дата              | Турнір | Господарі | Рахунок | Гості   |
| ----------------- | ------ | --------- | ------- | ------- |
| 21 листопада 1991 | ТМ     | Грузія    | 19:15   | Україна |
| 24 листопада 1991 | ТМ     | Грузія    | 6:0     | Україна |

## 1992 рік

### Матчі
| Дата           | Турнір | Господарі | Рахунок | Гості  |
| -------------- | ------ | --------- | ------- | ------ |
| 13 червня 1992 | ТМ     | Україна   | 3:18    | Грузія |
| 15 червня 1992 | ТМ     | Україна   | 0:15    | Грузія |

## 1993 рік

### Матчі
| Дата           | Турнір | Господарі | Рахунок | Гості   |
| -------------- | ------ | --------- | ------- | ------- |
| 16 жовтня 1993 | АЧ, В2 | Угорщина  | 3:41    | Україна |

## 1994 рік

### Матчі
| Дата              | Турнір | Господарі | Рахунок | Гості   |
| ----------------- | ------ | --------- | ------- | ------- |
| 29 квітня 1994    | АЧ, В2 | Хорватія  | 13:23   | Україна |
| 7 травня 1994     | АЧ, В2 | Словенія  | 26:41   | Україна |
| 14 травня 1994    | АЧ, В2 | Австрія   | 0:78    | Україна |
| 27 листопада 1994 | АЧ, В1 | Данія     | 12:6    | Україна |

## 1995 рік

### Матчі
| Дата          | Турнір | Господарі | Рахунок | Гості   |
| ------------- | ------ | --------- | ------- | ------- |
| 4 червня 1995 | АЧ, В1 | Латвія    | 20:16   | Україна |

## 1996 рік

### Матчі
| Дата             | Турнір  | Господарі | Рахунок | Гості               |
| ---------------- | ------- | --------- | ------- | ------------------- |
| 1 травня 1996    | АЧ, В3  | Україна   | 38:0    | Молдова             |
| 8 жовтня 1996    | АЧ, В3  | Литва     | 8:27    | Україна             |
| 10 жовтня 1996   | АЧ, В3  | Латвія    | 3:19    | Україна             |
| 6 жовтня 1996    | КС, кв1 | Україна   | 60:0    | Сербія і Чорногорія |
| 2 листопада 1996 | КС, кв1 | Швейцарія | 0:30    | Україна             |

## 1997 рік

### Матчі
| Дата             | Турнір  | Господарі  | Рахунок | Гості   |
| ---------------- | ------- | ---------- | ------- | ------- |
| 26 квітня 1997   | КС, кв1 | Австрія    | 3:36    | Україна |
| 17 травня 1997   | КС, кв1 | Україна    | 51:15   | Ізраїль |
| 28 вересня 1997  | МК      | Росія      | 57:33   | Україна |
| 30 вересня 1997  | МК      | Україна    | 36:28   | Польща  |
| 18 жовтня 1997   | КС, кв2 | Україна    | 48:5    | Бельгія |
| 1 листопада 1997 | КС, кв2 | Нідерланди | 35:13   | Україна |

## 1998 рік

### Матчі
| Дата            | Турнір  | Господарі | Рахунок | Гості   |
| --------------- | ------- | --------- | ------- | ------- |
| 3 травня 1998   | ТМ      | Україна   | 17:31   | Грузія  |
| 16 травня 1998  | КС, кв2 | Польща    | 8:19    | Україна |
| 30 травня 1998  | КС, кв2 | Україна   | 17:39   | Румунія |
| 26 вересня 1998 | АЧ, Е   | Чехія     | 22:27   | Україна |

## 1999 рік

### Матчі
| Дата            | Турнір | Господарі | Рахунок | Гості   |
| --------------- | ------ | --------- | ------- | ------- |
| 1 травня 1999   | АЧ, Е  | Україна   | 37:18   | Польща  |
| 8 травня 1999   | АЧ, Е  | Росія     | 43:13   | Україна |
| 18 вересня 1999 | КЄ, д2 | Росія     | 71:5    | Україна |
| 24 жовтня 1999  | КЄ, д2 | Данія     | 19:23   | Україна |

## 2000 рік

### Матчі
| Дата              | Турнір | Господарі | Рахунок | Гості     |
| ----------------- | ------ | --------- | ------- | --------- |
| 2 квітня 2000     | КЄ, д2 | Україна   | 17:20   | Німеччина |
| 14 травня 2000    | КЄ, д2 | Хорватія  | 25:9    | Україна   |
| 14 жовтня 2000    | КЄ, д2 | Чехія     | 35:3    | Україна   |
| 21 жовтня 2000    | КЄ, д2 | Україна   | 16:6    | Данія     |
| 12 листопада 2000 | КЄ, д2 | Німеччина | 12:19   | Україна   |

## 2001 рік

### Матчі
| Дата              | Турнір  | Господарі | Рахунок | Гості    |
| ----------------- | ------- | --------- | ------- | -------- |
| 19 травня 2001    | КЄ, д2  | Україна   | 9:3     | Польща   |
| 26 травня 2001    | КЄ, д2  | Хорватія  | 5:18    | Україна  |
| 13 жовтня 2001    | КС, кв2 | Україна   | 21:10   | Бельгія  |
| 20 жовтня 2001    | КС, кв2 | Україна   | 41:7    | Хорватія |
| 3 листопада 2001  | КС, кв2 | Чехія     | 26:8    | Україна  |
| 24 листопада 2001 | КС, кв2 | Швейцарія | 11:30   | Україна  |

## 2002 рік

### Матчі
| Дата              | Турнір  | Господарі | Рахунок | Гості   |
| ----------------- | ------- | --------- | ------- | ------- |
| 19 жовтня 2002    | КЄ, д2А | Україна   | 20:11   | Польща  |
| 24 листопада 2002 | КЄ, д2А | Німеччина | 26:26   | Україна |

## 2003 рік

### Матчі
| Дата           | Турнір  | Господарі  | Рахунок | Гості     |
| -------------- | ------- | ---------- | ------- | --------- |
| 27 квітня 2003 | КЄ, д2А | Нідерланди | 18:24   | Україна   |
| 24 травня 2003 | КЄ, д2А | Україна    | 37:0    | Швеція    |
| 12 жовтня 2003 | КЄ, д2А | Україна    | 6:3     | Німеччина |
| 25 жовтня 2003 | КЄ, д2А | Польща     | 13:24   | Україна   |

## 2004 рік

### Матчі
| Дата              | Турнір  | Господарі | Рахунок | Гості      |
| ----------------- | ------- | --------- | ------- | ---------- |
| 1 травня 2004     | КЄ, д2А | Швеція    | 3:41    | Україна    |
| 15 травня 2004    | КЄ, д2А | Україна   | 22:0    | Нідерланди |
| 20 листопада 2004 | КЄ, д1  | Україна   | 6:36    | Португалія |

## 2005 рік

### Матчі
| Дата             | Турнір | Господарі | Рахунок | Гості   |
| ---------------- | ------ | --------- | ------- | ------- |
| 26 лютого 2005   | КЄ, д1 | Грузія    | 65:0    | Україна |
| 12 березня 2005  | КЄ, д1 | Чехія     | 42:5    | Україна |
| 19 березня 2005  | КЄ, д1 | Румунія   | 97:0    | Україна |
| 11 червня 2005   | КЄ, д1 | Росія     | 72:0    | Україна |
| 5 листопада 2005 | КЄ, д1 | Україна   | 8:46    | Чехія   |

## 2006 рік

### Матчі
| Дата              | Турнір  | Господарі  | Рахунок | Гості   |
| ----------------- | ------- | ---------- | ------- | ------- |
| 29 квітня 2006    | КЄ, д1  | Україна    | 12:32   | Грузія  |
| 13 травня 2006    | КЄ, д1  | Португалія | 52:14   | Україна |
| 27 травня 2006    | КЄ, д1  | Україна    | 12:55   | Росія   |
| 3 червня 2006     | КЄ, д1  | Україна    | 0:58    | Румунія |
| 23 вересня 2006   | КС, кв4 | Україна    | 11:25   | Росія   |
| 30 вересня 2006   | КС, кв4 | Росія      | 37:17   | Україна |
| 4 листопада 2006  | КЄ, д2А | Бельгія    | 24:11   | Україна |
| 18 листопада 2006 | КЄ, д2А | Нідерланди | 18:29   | Україна |

## 2007 рік

### Матчі
| Дата              | Турнір  | Господарі | Рахунок | Гості      |
| ----------------- | ------- | --------- | ------- | ---------- |
| 21 квітня 2007    | КЄ, д2А | Україна   | 16:17   | Молдова    |
| 5 травня 2007     | КЄ, д2А | Україна   | 14:22   | Німеччина  |
| 10 листопада 2007 | КЄ, д2А | Україна   | 13:7    | Нідерланди |
| 24 листопада 2007 | КЄ, д2А | Україна   | 15:18   | Бельгія    |

## 2008 рік

### Матчі
| Дата             | Турнір  | Господарі | Рахунок | Гості   |
| ---------------- | ------- | --------- | ------- | ------- |
| 19 квітня 2008   | КЄ, д2А | Німеччина | 13:5    | Україна |
| 3 травня 2008    | КЄ, д2А | Молдова   | 9:14    | Україна |
| 4 жовтня 2008    | КЄ, д2А | Польща    | 12:13   | Україна |
| 1 листопада 2008 | КЄ, д2А | Бельгія   | 9:8     | Україна |

## 2009 рік

### Матчі
| Дата            | Турнір  | Господарі | Рахунок | Гості   |
| --------------- | ------- | --------- | ------- | ------- |
| 21 березня 2009 | КЄ, д2А | Україна   | 20:10   | Чехія   |
| 9 травня 2009   | КЄ, д2А | Україна   | 32:0    | Молдова |
| 12 вересня 2009 | КЄ, д2А | Україна   | 19:12   | Польща  |
| 10 жовтня 2009  | КЄ, д2А | Україна   | 13:11   | Бельгія |

## 2010 рік

### Матчі
| Дата           | Турнір  | Господарі | Рахунок | Гості   |
| -------------- | ------- | --------- | ------- | ------- |
| 10 квітня 2010 | КЄ, д2А | Чехія     | 27:16   | Україна |
| 24 квітня 2010 | КЄ, д2А | Молдова   | 28:19   | Україна |
| 8 травня 2010  | КС, кв4 | Литва     | 16:27   | Україна |
| 22 травня 2010 | КС, кв6 | Україна   | 3:33    | Румунія |
| 5 червня 2010  | КС, кв6 | Румунія   | 61:7    | Україна |

## 2011 рік

### Матчі
| Дата            | Турнір  | Господарі  | Рахунок | Гості   |
| --------------- | ------- | ---------- | ------- | ------- |
| 5 лютого 2011   | КЄ, д1А | Грузія     | 62:3    | Україна |
| 26 лютого 2011  | КЄ, д1А | Іспанія    | 35:13   | Україна |
| 12 березня 2011 | КЄ, д1А | Україна    | 5:41    | Росія   |
| 19 березня 2011 | КЄ, д1А | Португалія | 46:24   | Україна |
| 20 серпня 2011  | КЄ, д1А | Україна    | 16:41   | Румунія |

## 2012 рік

### Матчі
| Дата              | Турнір  | Господарі | Рахунок | Гості      |
| ----------------- | ------- | --------- | ------- | ---------- |
| 25 лютого 2012    | КЄ, д1А | Україна   | 6:41    | Іспанія    |
| 10 березня 2012   | КЄ, д1А | Росія     | 38:19   | Україна    |
| 17 березня 2012   | КЄ, д1А | Україна   | 35:33   | Португалія |
| 31 березня 2012   | КЄ, д1А | Румунія   | 71:0    | Україна    |
| 9 червня 2012     | КЄ, д1А | Україна   | 3:33    | Грузія     |
| 20 жовтня 2012    | КЄ, д1В | Швеція    | 10:11   | Україна    |
| 27 жовтня 2012    | КЄ, д1В | Німеччина | 46:28   | Україна    |
| 17 листопада 2012 | КЄ, д1В | Україна   | 42:15   | Чехія      |

## 2013 рік

### Матчі
| Дата              | Турнір  | Господарі | Рахунок | Гості     |
| ----------------- | ------- | --------- | ------- | --------- |
| 30 березня 2013   | КЄ, д1В | Польща    | 13:12   | Україна   |
| 7 квітня 2013     | КЄ, д1В | Україна   | 18:38   | Молдова   |
| 26 жовтня 2013    | КЄ, д1В | Україна   | 16:28   | Німеччина |
| 2 листопада 2013  | КЄ, д1В | Україна   | 35:11   | Швеція    |
| 16 листопада 2013 | КЄ, д1В | Чехія     | 10:17   | Україна   |

## 2014 рік

### Матчі
| Дата              | Турнір  | Господарі | Рахунок | Гості   |
| ----------------- | ------- | --------- | ------- | ------- |
| 12 квітня 2014    | КЄ, д1В | Молдова   | 28:8    | Україна |
| 26 квітня 2014    | КЄ, д1В | Україна   | 29:28   | Польща  |
| 18 жовтня 2014    | КЄ, д1В | Швеція    | 0:45    | Україна |
| 8 листопада 2014  | КЄ, д1В | Молдова   | 29:15   | Україна |
| 15 листопада 2014 | КЄ, д1В | Бельгія   | 25:10   | Україна |

## 2015 рік

### Матчі
| Дата           | Турнір  | Господарі | Рахунок | Гості      |
| -------------- | ------- | --------- | ------- | ---------- |
| 9 травня 2015  | КЄ, д1В | Польща    | 17:20   | Україна    |
| 23 травня 2015 | КЄ, д1В | Україна   | 18:10   | Нідерланди |
| 10 жовтня 2015 | КЄ, д1В | Україна   | 17:16   | Бельгія    |
| 17 жовтня 2015 | КЄ, д1В | Україна   | 30:14   | Польща     |

## 2016 рік

### Матчі
| Дата              | Турнір  | Господарі  | Рахунок | Гості      |
| ----------------- | ------- | ---------- | ------- | ---------- |
| 30 квітня 2016    | КЄ, д1В | Україна    | 23:10   | Швеція     |
| 7 травня 2016     | КЄ, д1В | Нідерланди | 27:30   | Україна    |
| 15 травня 2016    | КЄ, д1В | Україна    | 36:17   | Молдова    |
| 24 вересня 2016   | ЧЄ-Тр   | Польща     | 22:0    | Україна    |
| 5 листопада 2016  | ЧЄ-Тр   | Україна    | 12:54   | Нідерланди |
| 12 листопада 2016 | ЧЄ-Тр   | Молдова    | 54:15   | Україна    |

## 2017 рік

### Матчі
| Дата             | Турнір | Господарі | Рахунок | Гості      |
| ---------------- | ------ | --------- | ------- | ---------- |
| 12 березня 2017  | ЧЄ-Тр  | Швейцарія | 54:18   | Україна    |
| 1 квітня 2017    | ЧЄ-Тр  | Україна   | 7:31    | Португалія |
| 28 жовтня 2017   | ЧЄ-1N  | Україна   | 29:8    | Швеція     |
| 4 листопада 2017 | ЧЄ-1N  | Литва     | 22:12   | Україна    |

## 2018 рік

### Матчі
| Дата              | Турнір | Господарі | Рахунок | Гості      |
| ----------------- | ------ | --------- | ------- | ---------- |
| 28 квітня 2018    | ЧЄ-1N  | Україна   | 19:19   | Угорщина   |
| 5 травня 2018     | ЧЄ-1N  | Латвія    | 14:32   | Україна    |
| 13 жовтня 2018    | ЧЄ-1N  | Україна   | 24:13   | Люксембург |
| 10 листопада 2018 | ЧЄ-1N  | Угорщина  | 24:48   | Україна    |

## 2019 рік

### Матчі
| Дата             | Турнір | Господарі  | Рахунок | Гості   |
| ---------------- | ------ | ---------- | ------- | ------- |
| 20 квітня 2019   | ЧЄ-1N  | Молдова    | 17:13   | Україна |
| 19 травня 2019   | ЧЄ-1N  | Україна    | 23:14   | Швеція  |
| 26 жовтня 2019   | ЧЄ-Тр  | Україна    | 27:10   | Литва   |
| 9 листопада 2019 | ЧЄ-Тр  | Нідерланди | 64:8    | Україна |

## 2020 рік

### Матчі
| Дата           | Турнір | Господарі | Рахунок | Гості     |
| -------------- | ------ | --------- | ------- | --------- |
| 25 квітня 2020 | ЧЄ-Тр  | Польща    | [-:-]*  | Україна   |
| 2 травня 2020  | ЧЄ-Тр  | Україна   | [-:-]*  | Швейцарія |
| 17 травня 2020 | ЧЄ-Тр  | Україна   | [-:-]*  | Німеччина |

(*) Матчі відмінено через пандемію.

## 2021 рік

### Матчі
| Дата           | Турнір | Господарі | Рахунок | Гості   |
| -------------- | ------ | --------- | ------- | ------- |
| 9 жовтня 2021  | ЧЄ-Тр  | Україна   | 24:27   | Польща  |
| 23 жовтня 2021 | ЧЄ-Тр  | Литва     | 37:39   | Україна |

## 2022 рік

### Матчі
| Дата             | Турнір | Господарі | Рахунок  | Гості     |
| ---------------- | ------ | --------- | -------- | --------- |
| 12 лютого 2022   | ЧЄ-Тр  | Бельгія   | [28:0]*  | Україна   |
| 16 квітня 2022   | ЧЄ-Тр  | Німеччина | [28:0]** | Україна   |
| 30 квітня 2022   | ЧЄ-Тр  | Україна   | [0:28]** | Швейцарія |
| 22 жовтня 2022   | ЧЄ-Тр  | Хорватія  | 22:27    | Україна   |
| 5 листопада 2022 | ЧЄ-Тр  | Литва     | 39:20    | Україна   |

(*) Технічна поразка (в чоловічій збірній України виявлено велику кількість (9) позитивних випадків Covid серед її членів, що завадило українській команді взяти участь у звітному матчі).
(**) Технічна поразка (збірна України не змогла взяти участь у матчах через війну з Росією).

## 2023 рік

### Матчі
| Дата              | Турнір | Господарі | Рахунок | Гості     |
| ----------------- | ------ | --------- | ------- | --------- |
| 11 березня 2023   | ЧЄ-Тр  | Україна   | 32:59   | Швейцарія |
| 18 березня 2023   | ЧЄ-Тр  | Україна   | 38:15   | Швеція    |
| 4 листопада 2023  | ЧЄ-Тр  | Україна   | 14:32   | Литва     |
| 11 листопада 2023 | ЧЄ-Тр  | Україна   | 5:41    | Хорватія  |

## 2024 рік

### Матчі
| Дата             | Турнір | Господарі | Рахунок | Гості      |
| ---------------- | ------ | --------- | ------- | ---------- |
| 23 березня 2024  | ЧЄ-Тр  | Україна   | 18:48   | Чехія      |
| 6 квітня 2024    | ЧЄ-Тр  | Швеція    | 36:24   | Україна    |
| 13 квітня 2024   | ЧЄ-Тр  | Швейцарія | 68:0    | Україна    |
| 9 листопада 2024 | ЧЄ-К   | Україна   | 135:13  | Словаччина |

## 2025 рік

### Матчі
| Дата           | Турнір | Господарі | Рахунок | Гості   |
| -------------- | ------ | --------- | ------- | ------- |
| 12 квітня 2025 | ЧЄ-К   | Угорщина  | 10:86   | Україна |
| 25 квітня 2025 | ЧЄ-К   | Україна   | :       | Австрія |